# Apistogramma norberti
Apistogramma norberti är en fiskart som beskrevs av Staeck, 1991. Apistogramma norberti ingår i släktet Apistogramma och familjen Cichlidae. Inga underarter finns listade i Catalogue of Life.